# Ixorida castanea
Ixorida castanea är en skalbaggsart som beskrevs av Wallace 1868. Ixorida castanea ingår i släktet Ixorida och familjen Cetoniidae. Inga underarter finns listade i Catalogue of Life.